# Jevnaker stadion
Het Jevnaker stadion  is een ijsbaan in Jevnaker in de provincie Akershus in het zuiden van Noorwegen. De openlucht-kunstijsbaan is geopend in 1978 en ligt op 152 meter boven zeeniveau. De belangrijkste wedstrijden die er ooit zijn gehouden zijn het Noorse allround kampioenschap van 1986 voor mannen en het Noors kampioenschap sprint van 1979 voor mannen. De ijsbaan wordt ook gebruikt als bandybaan.

## Nationale kampioenschappen
- 1979 - NK sprint mannen
- 1986 - NK allround mannen

## Jevnaker Idrettsforening
De ijsbaan wordt gebruikt door de Jevnaker Idrettsforening. Bekende (ex-)schaatsers van deze vereniging zijn:
- Maren Haugli
- Sverre Haugli
- Sverre Ingolf Haugli
- Ivar Ballangrud